# Tetiana Horb
Tetiana Horb   (Kíiv, 18 de gener de 1965) és una exjugadora d'handbol ucraïnesa que va competir sota bandera de la Unió Soviètica i de l'Equip Unificat durant les dècades de 1980 i 1990. A començaments dels 90 emigrà a Alemanya i el 1993 n'adquirí la nacionalitat.
El 1988 va prendre part en els Jocs Olímpics de Seül, on guanyà la medalla de bronze en la competició d'handbol. Quatre anys més tard, als Jocs de Barcelona, revalidà la medalla de bronze. En el seu palmarès també destaca una medalla d'or al campionat del món d'handbol de 1986.
A nivell de clubs jugà al Spartak de Kíev, amb qui guanyà, entre d'altres, sis lligues soviètiques (de 1983 a 1988) i tres Copes d'Europa (1985, 1986, 1987). Posteriorment marxà a jugar a Alemanya, on es retirà el 1994.